# Ryotaro Yamamoto
Ryotaro Yamamoto (山本 凌太郎 Yamamoto Ryotaro?), född 7 december 1998 i Chiba prefektur, är en japansk fotbollsspelare.
Yamamoto började sin karriär 2017 i Yokohama FC. 2020 flyttade han till YSCC Yokohama.